# 東九州新幹線

東九州新幹線の大まかな計画ルートを示した図

東九州新幹線（ひがしきゅうしゅうしんかんせん）は、福岡県福岡市から東九州の大分県大分市附近、宮崎県宮崎市附近を経由して、鹿児島県鹿児島市に至る新幹線の基本計画路線である。

## 概要

### 概略
1973年11月15日の「昭和48年運輸省告示第466号」によって、建設を開始すべき新幹線鉄道の路線を定める基本計画に追加された。
山陽新幹線との共用区間を除く延長が約390kmとされており、福岡市からの一部区間では既存の山陽新幹線の線路を共用することが想定されている。また、約390kmという延長は、日豊本線（小倉駅 - 鹿児島駅間）の総延長467.2 kmを2割近く下回り、在来線に比してルートの短縮が図られている。途中の大分市附近では、同じく基本計画路線である四国新幹線及び九州横断新幹線との接続が予定されている。
基本計画が決定されたのは高度経済成長期であったが、その後のオイルショックや国鉄の経営悪化などの状況変化のため、工事のために必要な調査さえ行われておらず、着工には至っていない。
東九州沿岸地域は、西九州地域と比べ、鉄道の高速化や高速道路（東九州道）の整備が遅れ、かつては裏九州、陸の孤島と呼ばれることもあった。近年、高速道路の開通や在来線の高速化によって交通の整備が進みつつあるものの、今もなおインフラ整備が遅れているという声は多い。他方で、1973年の基本計画決定時点で、西九州の代表的都市である長崎市の人口（当時約50万人）は、同じく東九州の代表的都市である大分市（当時約30万人）の人口を大きく上回っていたが、2000年の国勢調査で大分市が逆転している。
福岡県、大分県、宮崎県、鹿児島県、北九州市の4県1市で構成する東九州新幹線鉄道整備促進期成会や、九州経済連合会等で組織する東九州軸推進機構は、国に対して整備計画線への格上げの要望を行っている。また、2012年秋には九州地方知事会も整備計画線への格上げを求める特別決議を採択している。
2015年6月29日、大分県が東九州新幹線の調査費として809万円を、2015年度一般会計の7月補正予算案に盛り込んだと発表した。

## 整備についての検討

### ルート
前述の通り、地元自治体による整備促進活動を行う主体である「東九州新幹線鉄道整備促進期成会」は、沿線の4県および北九州市で構成され、起点の福岡市から北九州市の小倉駅）を経由し、日豊本線に沿って大分方面へ結ぶルートを前提に検討が行われてきた。一方、1973年公示の基本計画では「起点：福岡市」「終点：鹿児島市」「主要な経過地：大分市附近、宮崎市附近」と規定され、当時の九州で最大の人口を擁していた北九州市は「主要な経過地」に指定されていない。
このことから、大分県は2023年に福岡市から大分市までの区間について、新たに久大本線沿いルートも検討し、日豊本線ルートとの比較結果を同年11月21日に発表した。検討は野村総合研究所に委託して行われ、新規に建設する区間として日豊本線ルートは小倉駅 - 大分駅間、久大本線ルートは新鳥栖駅 - 大分駅と想定、費用対効果は日豊ルートが1.27、久大ルートが1.23と、0.04ポイント差で日豊側が高いとの結果であった。
複数ルートの検討を開始した大分県に対し、北九州市は2024年の「国に対する提案」において、東九州新幹線の整備計画を「北九州市を起点（分岐点）」として策定すること、輸送需要の高い「北九州市 - 大分市間」を早期に着工すること、の2点を要望事項に加えている。
日豊線ルートでは、北九州市長が北九州空港を経由する案に関心を示しているほか、東九州新幹線鉄道整備促進期成会による2016年の調査報告書では「北九州空港、宮崎空港、鹿児島空港等を経由させることもルート案の選択肢の一つとして有効」としている。
なお、鉄道関連の一般書籍において「山陽新幹線の北九州市八幡西区馬場山付近と直方市植木付近（筑豊本線との交差地点）の沿線に空き地があり、東九州新幹線の分岐駅ならびにデルタ線の構想がある」との主張が掲載されることもあるが、それらの用地は周辺環境や施設構造上必要な範囲が敷地として確保されたものであり、新駅の設置や東九州新幹線の分岐が想定された設計ではない。周囲より幅の広い敷地が確保された理由として、建設実務を担当した日本国有鉄道下関工事局が公表した工事誌では、馬場山付近は「周辺が住宅地であることから設けられた緩衝緑地帯（幅15m）」、植木付近は「隣接する九州自動車道の施工時に構造的な影響を回避、また道路と新幹線の間に民間の残地を発生させないための盛土用地」と説明されている。
植木付近の盛土区間では、直方市が同箇所を改築して山陽新幹線の新駅を設置する構想を検討しているが、同市としては同じ新幹線の整備に関する予算の中で新駅構想と東九州新幹線は「競合する」とし、両者に関連がない旨を同市議会で答弁している。この新駅構想はこれまで複数回浮上しているが、直方市の調査では、前述の通り九州自動車道と近接する構造やカーブの途中にある位置関係などから、通常の新幹線駅より建設費用が高くなると試算されている（前述の通り、本来は新駅や分岐駅の設置が想定されていなかった区間であるため）。

### 需要
鉄道ジャーナリストの梅原淳は、福岡 - 大分間の特急電車利用者は1万1千人/日にのぼるとし、北陸新幹線が建設された首都圏 - 富山・石川間の5千人/日、関西圏-福井・富山・石川間の1万4千人/日と比較しても遜色ない水準であることを指摘している。さらに、従来から鉄道利用割合の高かった北陸地域と比べ、福岡 - 大分の移動者のうち鉄道利用者は7.8%に過ぎず、速達性の高い新幹線の開通により潜在的な需要の拡大も期待されると試算する。
先述の東九州新幹線鉄道整備促進期成会による試算では、博多 - 大分間の一日当たりの利用者数として、日豊線ルートの場合は2万3973人、久大線ルートの場合は2万2163人と見込まれている。この試算において、費用対効果は社会的割引率を2%とした場合、日豊線ルートが1.27、久大線ルートが1.23とされている。

### 所要時間
東九州新幹線の着工のめどが立たない間、在来線である日豊本線の高速化が進められており、路線改良や振り子式車両である883系・885系の投入が行われた。特急ソニックは博多駅 - 大分駅間を約2時間で結び、所要時間は従前と比較して20分ほど短縮されている。
東九州新幹線鉄道整備促進期成会は2016年、「日豊本線と同じルートを北陸新幹線の平均時速と同じ180kmで走行すると想定した場合の主要駅間の所要時間」、および「新幹線の運行に適したルート（380km）を、九州新幹線、北陸新幹線と同じ平均速度（表定速度）210km/hで走行すると想定した場合の主要駅間の所要時間」をそれぞれ試算し、短縮効果を示している。
さらに2023年には日豊本線に加えて久大本線ルートとの比較検討結果も公表し、同年時点では大分から博多までは約2時間、大阪までは4時間以上かかるところ、東九州新幹線を整備することで、日豊線ルートなら大分 - 博多が47分、大分 - 大阪が約3時間半、久大線ルートなら大分 - 博多が46分、大分 - 大阪が4時間強に短縮できるとする試算を公表した。また、熊本 - 大分間の所要時間を比較すると、日豊線ルートが79分、久大線ルートが56分との結果であった。
|                |              | 在来線    | 大分県試算     | 大分県試算 | 期成会試算 | 期成会試算 |
| 新幹線（推計） | 短縮効果     | 在来線    | 新幹線（推計） | 短縮効果   |            |            |
| -------------- | ------------ | --------- | -------------- | ---------- | ---------- | ---------- |
| 大分           | - 小倉       | 1時間23分 | -              | -          | 31分       | 52分       |
| 大分           | - 博多       | 2時間5分  | 1時間          | 1時間5分   | 47分       | 1時間18分  |
| 大分           | - 宮崎       | 3時間9分  | 1時間9分       | 2時間      | 48分       | 2時間21分  |
| 大分           | - 鹿児島中央 | 5時間18分 | 1時間51分      | 3時間27分  | 1時間17分  | 4時間1分   |
| 宮崎           | - 小倉       | 4時間32分 | 1時間53分      | 2時間39分  | 1時間19分  | 3時間13分  |
| 宮崎           | - 博多       | 5時間14分 | 2時間9分       | 3時間5分   | -          | -          |
| 宮崎           | - 鹿児島中央 | 2時間9分  | -              | -          | 29分       | 1時間40分  |

## 計画沿線の交通インフラ
- 北九州市 - 大分市 - 鹿児島市間
  - 日豊本線
- 北九州市 - 大分市 - 宮崎市間
  - 東九州自動車道（北九州JCT - 清武JCT）
- 宮崎市 - 鹿児島市間
  - 宮崎自動車道、国道10号、九州自動車道